# Філімонов Сергій Юрійович
Сергій Юрійович Філімонов (рос. Сергей Юрьевич Филимонов, нар. 2 лютого, 1975, Уштобе, Казахська РСР) — російський та казахський важкоатлет, срібний призер Олімпійських ігор 2004 року.

## Біографія
Сергій Філімонов народився 2 лютого 1975 року в місті Уштобе.
Спортивну кар'єру почав з виступів у складі збірної Росії. У 1996 році зумів стати срібним призером чемпіонату Європи, а також брав участь в Олімпійських іграх, де посів сьоме місце. Невдовзі після цього вирішив поміняти спортивне громадянство та почав виступати за Казахстан. У складі цієї збірної посів четверте місце на Олімпійських іграх 2004 року, а також здобув найбільше своє досягнення у кар'єрі, ставши срібним призером Олімпійських ігор 2004 року. Окрім цього Філімонов перемагав на Азійських іграх у 2002 році.

## Результати
| Рік              | Місце             | Вага             | Ривок            | Ривок            | Ривок            | Ривок            | Поштовх          | Поштовх          | Поштовх          | Поштовх          | Загалом          | Місце            |
| Рік              | Місце             | Вага             | 1                | 2                | 3                | Місце            | 1                | 2                | 3                | Місце            | Загалом          | Місце            |
| Олімпійські ігри | Олімпійські ігри  | Олімпійські ігри | Олімпійські ігри | Олімпійські ігри | Олімпійські ігри | Олімпійські ігри | Олімпійські ігри | Олімпійські ігри | Олімпійські ігри | Олімпійські ігри | Олімпійські ігри | Олімпійські ігри |
| ---------------- | ----------------- | ---------------- | ---------------- | ---------------- | ---------------- | ---------------- | ---------------- | ---------------- | ---------------- | ---------------- | ---------------- | ---------------- |
| 1996             | Атланта, США      | до 76 кг         | 155.0            | 160.0            | 165.0            | —                | 185.0            | 190.0            | 190.0            | —                | 345.0            | 7                |
| 2000             | Сідней, Австралія | до 77 кг         | 162.5            | 162.5            | 167.5            | —                | 190.0            | 195.0            | 200.0            | —                | 362.5            | 4                |
| 2004             | Афіни, Греція     | до 77 кг         | 165.0            | 177.0            | 172.5            | —                | 195.0            | 200.0            | 205.0            | —                | 372.5            | 2                |
| Чемпіонат світу  |                   |                  |                  |                  |                  |                  |                  |                  |                  |                  |                  |                  |
| 1999             | Афіни, Греція     | до 77 кг         | 155.0            | 160.0            | 165.0            | 4                | 185.0            | 185.0            | 190.0            | 14               | 355.0            | 10               |
| 2003             | Ванкувер, Канада  | до 77 кг         | 162.5            | 162.5            | 162.5            | —                | 190.0            | 190.0            | 190.0            | —                | —                | —                |
| 2007             | Чіангмай, Таїланд | до 77 кг         | 150              | 150              | 157              | 7                | 175              | 180              | 183              | 25               | 337              | 13               |